# Louis Mustillo
Louis Mustillo (28 de maio de 1958; Buffalo, New York) é um ator americano.
Mustillo participou em mais de 50 episódios de televisão e apareceu em mais de 20 filmes. Ele foi uma personagem regular em Man of the People, com James Garner. Ele também atuou como Russell Topps por duas temporadas na série da DreamWorks de uma hora de duração, High Incident (produtor executivo, Steven Spielberg). Ele teve um papel recorrente em The Sopranos como o jardineiro Tony Sal Vitro. Também apareceu em The Narrows, e ele praticava esportes com o escritor Maury Allen na mini-série da ESPN The Bronx is Burning. Louis também escreveu e estrelou Bartenders um show de um homem que corria por um ano no Teatro John Houseman, em Nova York.
Ele atualmente faz parte do elenco na sitcom da CBS, Mike & Molly no papel de Vince, o namorado da mãe de Molly, Joyce.